# Bombshell Rocks
Bombshell Rocks ist eine schwedische Band, die 1995 in Västerås gegründet wurde.

## Bandgeschichte
Die Gruppe wurde 1995 in der Besetzung Mårten Cedergran (Gesang), Richard Andersson und Sami Korhonen (Gitarre), Mathias Lindh (Bass) und Chrille Hermansson (Schlagzeug) gegründet und trat zunächst unter ihrem ursprünglichen Bandnamen Down and Out auf, bevor sie sich in Bombshell Rocks umbenannte.
Anfang 1996 veröffentlichte Bombshell Rocks eine EP in Form eines Mini-Albums mit sechs Titeln, Who's the Real Bastard. In dieser Zeit wurde Thomas Falk zum Schlagzeuger der Band und Christian Määttä zum Gitarristen, nachdem Chrille und Sami die Band verlassen hatten. 1997 veröffentlichte Bombshell Rocks eine EP, Going Up Going Down, auf ihrem eigenen Label Noiseline Rec. Sidekicks Records nahm Bombshell Rocks im folgenden Jahr unter Vertrag und veröffentlichte die MCD Underground Radio.
Im Jahr 1999 veröffentlichte Bombshell Rocks ihr Debütalbum Street Art Gallery. Kurz nach diesem Debüt wurde Richard Andersson durch Ola Hjelmberg ersetzt.
Während dieser Zeit wurde Schwedens größtes Punkrock-Label Burning Heart Records auf ihren von Rancid beeinflussten Streetpunk-Sound aufmerksam und kurz darauf schloss die Band einen Vertrag mit ihnen ab, was auch zu Veröffentlichungen bei dem amerikanischen Label Epitaph Records und dem japanischen Label JVC führte. Nach einer ausgiebigen Tourneephase u. a. mit Millencolin, Dropkick Murphys, 59 Times the Pain, U.S. Bombs und vielen anderen in Europa, USA und Kanada gingen sie 2000 ins Studio, um ihr nächstes Album aufzunehmen.
Auf dem folgenden Album Cityrats and Alleycats setzten Bombshell Rocks ihren rohen, schnellen und hochenergetischen Punkrock fort, aber diesmal mit einer besseren Produktion. Vielleicht ein Ergebnis ihrer Entscheidung, mit denselben Leuten zu arbeiten, mit denen sie auch bei Street Art Gallery zusammengearbeitet haben: Mieszko Talarczyk (Nasum) und Mathias Färm (Millencolin) als Techniker und Produzenten. Es folgten Tourneen und Supportshows für große Bands wie Blink-182, Millencolin und The Offspring.
Im Jahr 2002 nahmen sie ihr drittes Studioalbum From Here and On im berühmten Tonteknik Studio in Umeå, Schweden, auf, wo u. a. Refused ihren Klassiker The Shape of Punk to Come aufnahmen. Auf dem Album spielen sie wieder ihren charakteristischen Stil der politisch motivierten Punkrock-Hymnen. Zu diesem Zeitpunkt hatte Ola Hjelmberg die Band verlassen und der ursprüngliche Gitarrist Richard Anderson kehrte zur Band zurück.
Als Mårten Cedergran beschloss, sich auf eine Karriere als Tätowierer zu konzentrieren und die Band 2003 verließ, übernahmen die Gitarristen Christian Määttä und Richard Andersson den Gesang und machten als vierköpfige Band weiter. Bombshell Rocks veröffentlichte 2005 The Conclusion bei dem finnischen Label Combatrock Industry, dem US-Label Sailorsgrave Records und dem britischen Label Household Name Records. Mit der Veröffentlichung dieses Albums tourte die Band 2007 und 2008 auch zum ersten Mal durch Japan.
Im Jahr 2012 gab die Band bekannt, dass Mårten Cedergran wieder als Sänger in die Band zurückgekehrt ist. Ihren ersten gemeinsamen Auftritt nach knapp einem Jahrzehnt hatten sie auf dem Millencolin 20 Year Festival in Örebro, Schweden. Kurz danach gab die Band auf ihrer Website bekannt, dass sie im Dezember 2013 zum ersten Mal in Brasilien spielen werden und dass eine neue EP auf dem in San Francisco ansässigen Label Pirates Press Records erscheinen wird. 2014 folgte dann ein neues Album mit dem Titel Generation Tranquilized auf Burning Heart und Pirates Press Records. Im Jahr 2015 folgte eine weitere 7"-Single namens This Time Around.

## Diskografie

### Studioalben
- 1998; Street Art Gallery (Sidekicks Records)
- 2001: Cityrats and Alleycats (Burning Heart Records)
- 2003: From Here and On (Burning Heart Records)
- 2005: The Conclusion (Combat Rock Industry)
- 2014: Generation Tranquilized (Burning Heart Records / Pirates Press Records)

### EPs
- 1996: Who's the Real Bastard (Nincompoop Records)
- 1998: Underground Radio (DSS Records)
- 2004: Love for the Microphone (Combat Rock Industry)

### Singles
- 1997: Going Up Going Down (Noiseline)
- 1999: The Will the Message (Knock Out Records)
- 2000: Madhouse (Sidekicks Records)
- 2000: Radio Control (Stereodrive! Records)
- 2014: Scars and Tattoos (Pirates Press Records)
- 2014: This Time Around (Burning Heart Records / Pirates Press Records)

### Musikvideos
- 1999: The Will the Message
- 2003: On My Way
- 2005: Bloodbrothers
- 2008: Move Rhythm City